# إتش إس. طومسون
إتش إس. طومسون (بالإنجليزية: Henry S. Thompson)‏ هو كاتب أغاني أمريكي، (ولد في ماساتشوستس في الولايات المتحدة 1824  م).

## وصلات خارجية
- إتش إس. طومسون على موقع ميوزك برينز (الإنجليزية)
- إتش إس. طومسون على موقع ميوزك برينز (الإنجليزية)